# 阿佐美ひなた
阿佐美 ひなた（あさみ ひなた、3月20日 - ）は、日本の女優、声優、インフルエンサー。メンタル心理アドバイザー、夢検定の資格を持つ。

## 来歴
中学時代はソフトテニス部に所属し、副部長として県大会に出場。2019年、登録者数20万人超えのホラー系専属YouTuberとして活動し、2020年には映画『ミッドナイトスワン』でスクリーンデビュー。
2020年以降、地上波ドラマ・配信ドラマ・映画・CM・声優・インフルエンサーなど、幅広い分野で活動を続けている。

## 出演

### 映画
- ミッドナイトスワン（2020年、キノフィルムズ）
- ブレイブ 群青戦記（2021年、東宝）
- 99.9刑事専門弁護士（2021年、松竹）
- ラジエーションハウス（2022年、東宝）

### テレビドラマ
- トクメイ！警視庁特別会計係（2023年、テレビ朝日）
- ブラックファミリア〜新堂家の復讐〜（2023年、読売テレビ）
- 秘密を持った少年たち（2023年、日本テレビ 金曜DEEP）
- ウルトラマンアーク（2024年、テレビ東京）
- 坂の上の赤い屋根（2024年、WOWWOW）
- チェイサーゲームW（2024年、テレビ東京）

### 配信ドラマ
- 恋愛バトルロワイヤル（2024年、Netflix）
- 極悪嬢王（2024年、Netflix）

### 声優
- 日本民話シリーズ第46弾『リスとクマの果実勝負』（2020年）
- かながわDreamers 第1話 ～ 1000万分の1の幸せ ～（2022年）
- オールドタウンの華唄 第１話 ラベンダーの鉢（2022年）

### ラジオ番組
- 渋谷クロスFM ゲスト出演（2021年）[3]
- サルでもわかるLINE@カフェ ゲスト出演（2022年）

### CM
- Amazon Prime Video「好きな時間へ、ひとっ飛び。」（2021年）
- マジカルラブリー、漫才よりゲームに夢中！？シャドウバーズ（2021年）
- コカ・コーラ／ジョージア（2024年）
- マクドナルド（2024年）

### その他
- C Channel ショートドラマ - メインキャスト（2020年）[4]
- MUSIC B.B.『ドリパス学園』（BS12×TOKYO MX、2021年） - 日直コーナー担当
- Dream Flight / ドリームパスポート MV出演（2021年）[5]
- 家、ついて行ってイイですか？★M1！オーケストラ！夢追う女性の人生ドラマSP（2024年9月）[6]

- Diya カラコンPRモデル（2024年10月）

## 人物
- 大の映画好きで月に25本以上の映画を観ている。他には舞台鑑賞、アニメ観賞、プロレス観戦(新日本、全日本、STARDOM)、心理学、旅行、人間観察。
- 得意スポーツはソフトテニス、バドミントン、卓球、バレー。中学時代はソフトテニス部に入部し当初は下から数えた方が早い程度の実力であったが、部長に憧れを抱き猛練習を重ね2年生の時に副部長を務められるまでに成長した。3年連続大会にも出場している。
- カモミールという名前の愛犬(ミニチュアダックスフンド)を溺愛している。
- 声の幅（高音・低音）にギャップがありモノマネも得意で、表現の幅が広い。
- 特技は犬の犬種当て、目を閉じた状態での高速三つ編み、セルフカット、フラフープ。
- メンタル心理アドバイザーの資格を持ち、知識を活かした人に寄り添う活動もしている[7]。